# 민영원
민영원(본명: 조효경, 본래 1984년 1월 5일 ~ )은 대한민국의 배우이다.

## 학력
- 2002 서울예술대학 영화과

## 연기 활동

### 드라마
| 연도 | 방송사 | 제목                                | 역할   | 비고     |
| ---- | ------ | ----------------------------------- | ------ | -------- |
| 2003 | SBS    | 스무살                              |        |          |
| 2003 | KBS1   | TV 문학관 - 향기로운 우물이야기     |        |          |
| 2007 | SBS    | 칼잡이 오수정                       | 연예인 |          |
| 2007 | KBS2   | 드라마시티 - 하늘연인               |        |          |
| 2008 | OBS    | 달콤도둑                            |        |          |
| 2009 | KBS2   | 꽃보다 남자                         | 이미숙 |          |
| 2009 | SBS    | 찬란한 유산                         | 이혜리 |          |
| 2010 | SBS    | 검사 프린세스                       | 이유나 |          |
| 2010 | KBS1   | 바람 불어 좋은 날                   | 박화영 |          |
| 2011 | SBS    | 시티헌터                            | 김민희 | 특별출연 |
| 2012 | KBS2   | 선녀가 필요해                       | 장희빈 |          |
| 2012 | MBN    | 수상한 가족                         | 오수정 |          |
| 2012 | KBS2   | KBS 드라마 스페셜 연작 시리즈 - SOS | 이유진 |          |
| 2012 | KBS2   | 내 딸 서영이                        | 이연희 |          |
| 2017 | MBC    | 왕은 사랑한다                       | 조상궁 |          |

### 영화
- 2004년 《풀리쉬 게임》 ... 미영 역

### 뮤직비디오
- 2007년 원우 - Walking in the rain

## 홍보대사
- 2011년 한국전기안전공사 홍보대사